# Mario Donizetti
Mario Donizetti es un pintor y ensayista italiano. Nacido el 23 de enero de 1932 en Bérgamo.

## Biografía

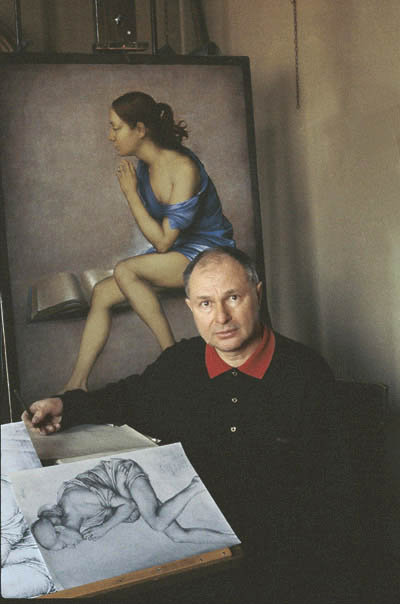
Mario Donizetti pintando en su estudio

Investigaciones técnicas llevadas a cabo con rigor científico lo han llevado a utilizar para su trabajo métodos absolutamente personales como su témpera al huevo barnizada y velada, su encausto y su pastel al encausto.
Fundador en 1977, del "Centro di Ricerche Tecniche dell'Arte" y, en 2003, del "Donizetti Museo Scuola", Donizetti divulga su técnica por internet (donizetti-museoscuola.it) con textos en diferentes idiomas (inglés, francés, alemán, español, japonés, chino) además de clases grabadas dobladas en inglés.
Colabora en periódicos y revistas con ensayos de estética y de diagnóstico de la restauración.
En 1983 recibió el honor de una Exposición antológica en las Salas de la Pinacoteca Ambrosiana de Milán.
Su pasión por la música, le ha llevado a crear un "Nuevo Método de Escritura Musical" eliminando el pentagrama.

## Obras
El "Crucifijo" en el Museo Tesoro de la basílica de San Pedro de la Ciudad del Vaticano, los frescos y el retablo del altar en la histórica Basílica de Pontida, los retratos de Costanza, su mujer y modelo, los retratos de grandes personajes algunos de los cuales (como en del Papa Juan Pablo II ahora en la National Portrait Gallery de Washington) publicados en la portada de TIME Magazine, los retratos de célebres protagonistas del espectáculo como Marcel Marceau, Jean-Louis Barrault, Edvige Feuillère, Marta Abba, Renzo Ricci, Vittorio Gassman, Rossella Falck, Giorgio Albertazzi, Carla Fracci, Giulia Lazzarini, Valentina Cortese publicados en las portadas de "IL DRAMMA" y "COSTUME", el retrato de Indro Montanelli (para la revista L'EUROPEO), los retratos de Piero Chiara, Rudolf Nureiev, Biagio Marin, Vittorino Andreoli, Oriana Fallaci, los retratos del Obispo Togni para la Curia diocesana de Lugano, el del Obispo Bonicelli para la Curia diocesana de Parma, el retrato de Aldo Croff en la Quadreria dell'Ospedale Maggiore de Milán, el retrato de Gianandrea Gavazzeni en el Museo Teatrale alla Scala, obras en la "Colección Lidia Bastianich" New York, en la "Colección Pizzorni" Caracas, en la "Colección Cernan" Huston, el retrato de Nicolangela Pavan en la "Colección Pavan" Manzano de Udine, el retrato de Nino Folonari en la "Colección Folonari" Brescia, la obra "Profilo" de la Galleria d'Arte Moderna de Udine, la "Commedia dell'Arte" de la "Colección Spajani" GAMEC, la "Carità" de la "Colección Margherita Cassis-Faraone ", "Omaggio a Gaetano" (bajorrelieve) en la sede del Museo de la Casa Natal de Gaetano Donizetti, obras en la "Colección TIME" de New York, en colecciones en Estados Unidos, en Rusia, Canadá, Venezuela, Inglaterra, Francia, obras en espacios de recepción de los barcos de Costa Crociere.

## Exposiciones
- "Premio Suzzara" 1951 y 1952
- "Mostra Arte Sacra" 1952
- "Premio Michetti" 1953"
- "Nazionale Arte Sacra – Bolonia" 1954
- Personal "Galleria Ranzini" Vía Brera Milán 1955
- "II Quadriennale di Roma" 1955
- "Biennale Arte Sacra Angelicum" 1957
- Personal "Gall. Ranzini" vía Brera 1958
- "Biennale Angelicum" 1959
- "The Picture and the Painter" Trafalgar Galleries Londres 1960
- "Biennale Angelicum" 1961
- "Museo della Scienza e della Tecnica" 1962
- "Museo Teatrale alla Scala" 1963
- "Palazzo della Permanente" Milán 1964
- "Palazzo Reale" Milán 1966
- "The Royal Summer Exhibition" Londres 1966
- "Palazzo della Permanente" Milán 1967
- "Padiglione Arte Contemporanea" Milán 1969
- Personal "Galleria Quaglino" Turín 1970
- Personal "Galleria Pirra" Turín 1973
- Personal "Leitheimer Schloss Museum" Múnich 1974
- Personal "J.H.Bauer Galerie" Hannover 1974
- Exposición Antológica "Pinacoteca Ambrosiana" Milán 1983/84
- Exposición Antológica "Museo del Patriarcato" Aquileia 1995
- "75 TIME" - National Portrait Gallery - Washington 1998
- Exposición Antológica "Disegni" Palazzo Sormani Milán 1999
- "I Sette Vizi Capitali" Palazzo della Ragione de Bérgamo 1999
- "75° TIME"- National Academy Museum – New York 1999
- "75° TIME" – Chicago Historical Society – Illinois 2000
- Librería Bocca – Galleria Vittorio Emanuele – Milán 2000
- "75° TIME" – Edsel and Eleanor Ford House - Grosse Pointe Shore – Michigan 2000
- Personal "Galleria Schreiber" - Brescia 2000
- Personal "Galleria Arsmedia" 2002
- "Donizetti Designer" Galleria Arsmedia – 2003
- "Quadrato per la Ricerca" GAMEC 2005
- Personal – Galleria Cappelletti – vía Brera – Milán 2007
- Personal "Arte e Filosofia dell'Arte" Radici Casa 2008
- Mostra personale dal 9 aprile al 30 giugno 2011 – CASTELLO di ORZINUOVI
- 54° BIENNALE – 2011 – ARSENALE VENEZIA
- MOSTRA PALAZZO GRIMANI – VITTORIO SGARBI: "l'ombra del sacro nell'arte contemporánea" – VENEZIA 2011

## Ensayos
- "Forma e non Forma" 1958 - Edizione Ranzini
- "Astrazione e Rappresentazione" 1959
- "Idealismo, Croce e nuovo realismo" COSTUME n°26/27 1977
- "La Madonna di Alzano del Bellini" COSTUME n.º 28/29 1977
- "I danni della luce nei Musei" COSTUME n°30/31 1978
- "Il consumismo è arrivato al Museo" COSTUME n.º 32/33 1978
- "Progetto" per una Proposta di legge COSTUME n°34/35 1979
- "Progetto per la costituzione di una scuola d'Arte" COSTUME n.º 38/39 1980
- "Denuncia degli esiti negativi della moderna critica d'arte" COSTUME n.º 40/41 1980
- "Dopo l'attuale restauro della Cena, Leonardo autografo o Leonardo e aiuti?" COSTUME n.º 48/49 1982
- "I critici e l'arte", EUROPEO, n°52 dic. 1990
- "Leonardo", EUROPEO, n°24 de junio de 1991
- "L'artista non è solo" EUROPEO n°49 diciembre de 1991
- "Perché Figurativo" 1992 - Corponove Ed.
- "Razionalità della Fede e della Bellezza" 1995 Corponove Ed.
- "Mater Intemerata" (monólogo) HYSTRIO n.2 1995
- "Lettera a Parmenide" 1996 Corponove Ed.
- "Lettera a Platone" 1997 Corponove Ed.
- "Perché Figurativo"1997 II° Ed. releída y corregida ART'E' FMR
- "Argomenti di Estetica" 1999 Corponove Ed.
- "I Vizi Capitali" 1999 Corponove Ed.
- "Lettera a Hegel" 2000 Coponove Ed
- "Fondamenti" e "Argomenti di Estetica" para el Museo-Scuola 2003
- "Lezioni di Tecnica d'Arte" ("Lessons on Art Technique) 2005 Corponove Ed
- "Bocconi d'Arte" 2006 ESI Edizioni Scientifiche Italiane
- "Lettera a Phyllis" 2007 Corponove Ed.
- "Nuovo Metodo di Scrittura Musicale" 2008 Corponove Ed.
- "IL SACRO DELL'ARTE – LETTERA AGLI ARTISTI" – ED. CORPONOVE 2011
- "QUESTO RAFFAELLO NON SI DEVE RESTAURARE" – ECO DI BERGAMO 2O LUGLIO 2012
- "DIPINTO NON RITOCCATO LA SUA VERNICE E'AUTENTICA" – CORRRIERE DELLA SERA 8 giugno 2013
- "L'ILLUSIONE DI KANT E IL RITORNO AI VALORI DEI SENSI" – CORRIERE DELLA SERA 16 gennaio 2014

## Mario Donizetti en museos
- NATIONAL PORTRAIT GALLERY – SMITHSONIAN INSTITUTION – WASHINGTON
- MUSEO TESORO BASILICA SAN PIETRO IN VATICANO
- MUSEO STORICA BASILICA PONTIDA
- CIVICO MUSEO DI UDINE
- MUSEO TEATRALE ALLA SCALA MILANO
- GAMEC – GALLERIA DI ARTE MODERNA E CONTEMPORANEA BERGAMO